# John Guillermin
Yvon Jean "John" Guillermin, född 11 november 1925 i London, död 27 september 2015 i Topanga, Kalifornien var en brittisk filmregissör.

## Regi i urval
- 1954 – Efterlyst av polisen
- 1957 – Stad i skräck
- 1958 – Mannen som visste sanningen
- 1958 – Montys dubbelgångare
- 1959 – Tarzans största äventyr (även manus)
- 1960 – Det perfekta inbrottet
- 1962 – Tarzans äventyr i Indien (även manus)
- 1964 – Kanonerna vid Batasi
- 1964 – Lek med främling
- 1968 – Blodig sammansvärjning
- 1969 – Bron vid Remagen
- 1972 – Flygplan kapat
- 1973 – Shaft och människosmugglarna
- 1974 – Skyskrapan brinner!
- 1976 – King Kong
- 1978 – Döden på Nilen
- 1984 – Sheena - djungelns drottning
- 1986 – King Kong lever